# غابرييل رودريغيز دا سيلفا
غابرييل رودريغيز دا سيلفا (15 فبراير 1996 في البرازيل – )؛ هو لاعب كرة قدم كان يلعب كمهاجم.

## وصلات خارجية
- غابرييل رودريغيز دا سيلفا على موقع رابطة كرة القدم اليابانية للمحترفين (اليابانية)
- غابرييل رودريغيز دا سيلفا على موقع قاعدة بيانات كرة القدم.إي يو (الإنجليزية)
- غابرييل رودريغيز دا سيلفا على موقع Soccerway.com (الإنجليزية)
- غابرييل رودريغيز دا سيلفا على موقع عالم كرة القدم.نت (الإنجليزية)